# Rentier
En rentier, particulier (begge fra fransk) eller privatmand var betegnelser for en mand, som kunne leve af (renterne af) sin formue, og som derfor hverken beklædte en offentlig stilling eller havde et erhverv.